# 빅커스 MBT
빅커스 MBT(영어: Vickers MBT)는 영국 빅커스에서 수출용으로 만든 주력전차로, 1960년대 개발되었다. 영국군은 당시 최신식으로 알려진 로열 오드넌스 L7 포, 레일랜드 L60,  FV4201 치프틴에 사용된 전파 통신기와 화력 통제기가 탑재되었다. 인도는 이 전차를 라이선스 받아 비자얀타라는 전차를 설계했다.

## 기획 및 발전
빅커스 MBT는 24톤 오드넌스 QF 20파운더 포를 탑재한 수출용 전차 기획안에 따라 개발되었다. 이 전차포는 센추리온에도 탑재되었으나 더 가격이 저렴해지고 있었으며, 빅커스 비질리언트 미사일도 탑재될 예정이었다. 그러나 로열 오드넌스 L7 포가 영국, 미국, 독일 전차의 기획안에 들어가게 되면서, 빅커스의 기획안은 경전차로써 크기는 너무 크고 화력은 다른 전차에 비해 약해졌기 때문에 새로운 기획안이 필요했다. 장갑이 경전차 기획안의 2배였지만, 여전히 센추리온 전차보다는 12톤 정도 가벼웠고, 그렇기에 기동성이 더 뛰어났다. 당시 개발 중이던 치프틴 전차의 엔진과 통신기로 기획안을 변경했다.
빅커스 MBT 마크 1은 가격이 싸지만 효율적인 전차로 기획되었다. 1963년 시제 전차가 처음으로 만들어졌고, 1년 뒤 한 개의 시험형이 인도로 보내졌다. 빅커스 MBT는 균질압연장갑을 사용했다. 무게는 38,600kg으로 44발의 105mm 주포를 탑재했고 최고 속력은 48km/h이다.

## 같이 보기
- 로열 오드넌스 L7
- 비자얀타
- FV4201 치프틴